# الرحمة العالمية
جمعية الرحمة العالمية هي منظمة خيرية إنسانية تنموية، كويتية المنشأ، تُعنى بتقديم الدعم الإغاثي والتنموي للمحتاجين في الداخل والخارج. تأسست الجمعية عام 1982م كأحد اللجان الخيرية بدولة الكويت، وأُشهرت رسميًا كجمعية مستقلة بقرار من وزارة الشؤون الاجتماعية رقم (100/أ) لسنة 2018م.
تسعى الجمعية إلى بناء الإنسان وتحسين حياته في مختلف أبعاده الاجتماعية والتعليمية والصحية والاقتصادية، عبر مشاريع مستدامة وشراكات محلية ودولية. وتستند في عملها إلى رؤية استراتيجية تنموية تقوم على الجمع بين الإغاثة العاجلة والتنمية طويلة المدى، تحت شعارها المعروف: "الكويت بجانبكم". 
تمتد أنشطة الجمعية إلى أكثر من 45 دولة حول العالم، عبر شبكة من 22 ممثلًا خارجيًا، وتتنوع خدماتها لتشمل رعاية الأيتام، دعم التعليم، تقديم المساعدات الطبية، تنفيذ مشاريع الكسب الحلال، حفر الآبار، وإنشاء المراكز التنموية المتكاملة. 
وقد حازت "الرحمة العالمية" على عدة جوائز إقليمية ودولية تقديرًا لتميزها في العمل الخيري، وشفافيتها، واحترافيتها في إدارة المشاريع. 

## تاريخ النشأة
مع إطلالة عقد الثمانينات من القرن العشرين بدأت تبزغ فكرة قيام جمعية الإصلاح الاجتماعي بدور خيري وإغاثي في العالم الإسلامي بتأسست أول لجنة خيرية في الجمعية وسميت بلجنة العالم الإسلامي وذلك في عام 1982 م ، لتنطلق بعدها في دورها الإنساني في ربوع الأرض وتصل بخيرها وعطاء المحسنين ل 42 دولة بالعالم عنوانها «الرحمة العالمية»  والإنساني.

## الرؤية
أن تكون الرحمة العالمية هي المؤسسة الخيرية الأهلية الرائدة الأولى في العالم العربي في شمولية مشروعاتها كمًّا ونوعًا وجغرافية، وسعة إيراداتها.

## رسالة الرحمة العالمية
الرحمة العالمية مؤسسة خيرية محلية النشأة، عالمية الإطار، تساهم في رفع المعاناة عن شعوب الأمة الإسلامية والأقليات خاصة، وتحقيق التنمية المجتمعية والمساهمة في تأهيل الإنسان في مناطق العمل.

## أهداف الرحمة العالمية
حددت الرحمة العالمية أهدافها التي تسعى لتحقيقها على النحو التالي:

1. تعزيز بناء مؤسسي قوى ذي أساس متين قادر على تحقيق رسالة الرحمة العالمية بمهنية عالية.
2. تنمية الأداء الوظيفي حسب شرائح العاملين ومستوياتهم واستقطاب متطوعين للعمل الخيري.
3. بناء جسور الثقة وتعزيز العلاقة الإيجابية بين الرحمة العالمية وكافة شرائح المجتمع بما يقوى العلاقة وينمي مواردها ويحفظ لها استمراريتها.
4. اتعزيز قدرة الرحمة العالمية على زيادة إيراداتها السنوية.
5. الاستثمار الوقفي الأمثل والآمن للموارد والإمكانيات المتاحة للرحمة العالمية بما يحقق التوسع في العمل الخيري.
6. تعزيز استمرارية مؤسسات العمل الخيري في أداء رسالتها.
7. تحقيق التنسيق والتعاون مع المؤسسات المحلية الخارجية سعيًا للشراكة.
8. تأهيل وتنمية المجتمعات بمناطق العمل بريادة واحتراف وفق منهجية مدروسة تحدد الأولويات والسياسات المناسبة.[10]

## القيم
- الإخلاص والتجرد.
- الأمانة والصدق.
- القدوة.
- الإتقان والكفاءة.
- النزاهة والشفافية.
- التعاون.
- الإيمان بالرسالة والانتماء للمؤسسة.
- حسن الخلق.
- العدل والرحمة.
- المؤسسية.

## أهم الشهادات والجوائز التي حصلنا عليها

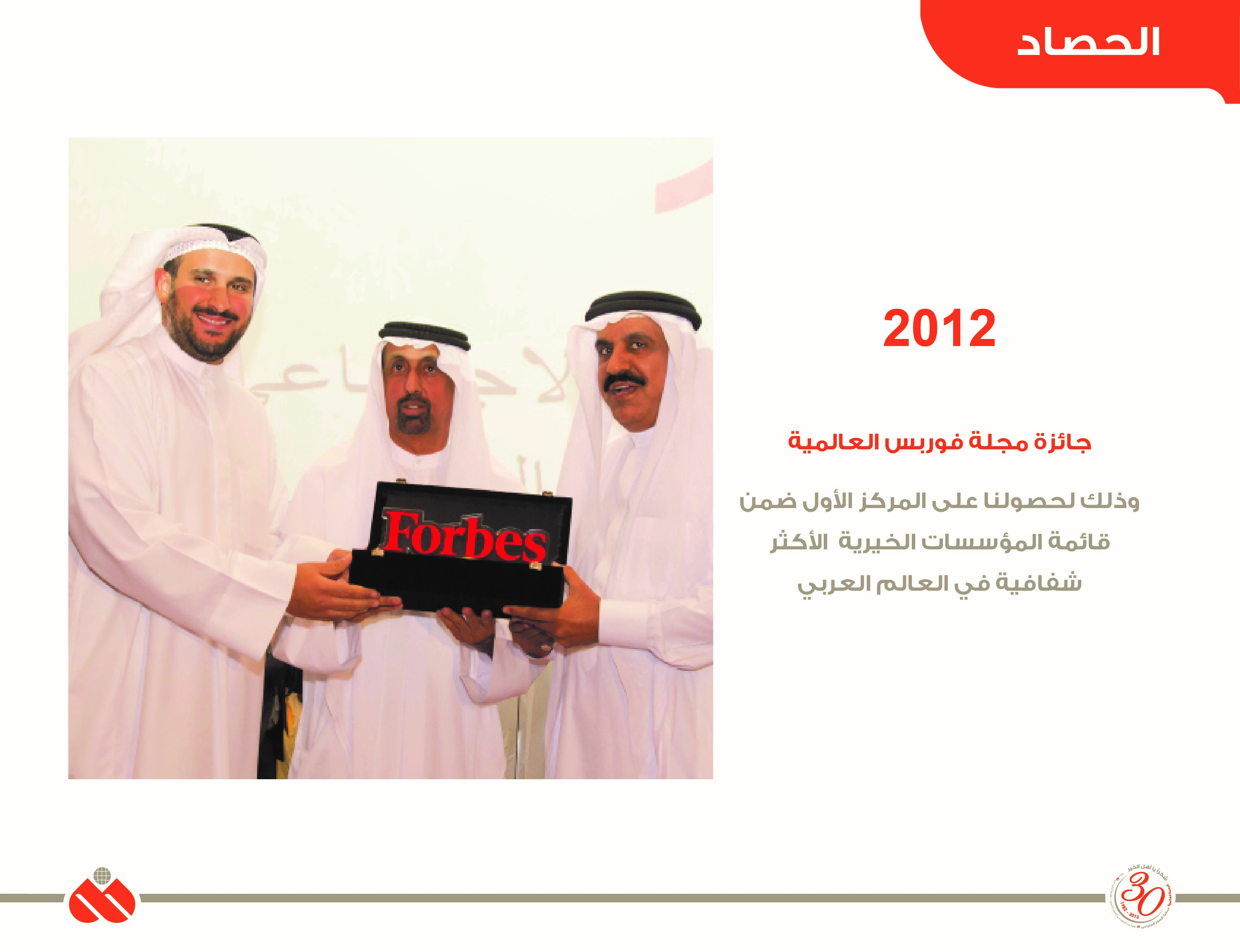

خلال مسيرة تجاوزت الثلاثين عامًا حصلت الرحمة العالمية على عديد من الجوائز والتكريمات ومن أبرزها: 
- المركز الأول في قائمة فوربس للمؤسسات الخيرية الأكثر شفافية في العالم العربي 2012.
- جائزة المركز الثاني في مسابقة الكويت لإثراء المحتوى الإلكتروني.
- حصول مكتب اليمن على جائزة مجلس التعاون الخليجي للتنمية المستدامة 2012.
- جائزة المؤسسة الأهلية الرائدة في العمل الاجتماعي لجمعية الإصلاح الاجتماعي من مجلس وزراء الشؤون الخليجي (عام 2010م).
- وسام «قائد» وهو أعلى وسام شرف في جيبوتي لقيادات العمل الخيري وأهل الخير من متبرعي مجمع الرحمة التنموي من رئيس الوزراء الجيبوتي السـيد/ ديليتـا محمـد ديليتـا (عام 2011م).
- جائزة «نجمة بالميرا» من جامعة أكسفورد البريطانية للجامعة الكويتية القيرغيزية (محمود كشغري) التي أنشأتها الرحمة العالمية في قيرغيزيا (عام 2010م).
- شهادة من اليونميك (بعثة الأمم المتحدة لكوسوفا) على عمل مكتب الرحمة العالمية في كوسوفا المميز في إدارة مجمع الكويت السكني (عام 2003م).
- وسام «فارس» وهو أعلى وسام في جيبوتي لقيادات العمل الخيري من رئيس الجمهورية إسماعيل جيله عام (2015م).
- جائزة المركز الثاني في مسابقة الكويت لإثراء المحتوى الإلكتروني عام (2016م)